# Vũ điệu đam mê
Vũ điệu đam mê hay Bụi đường là bộ phim điện ảnh âm nhạc của Việt Nam năm 2010 do Nguyễn Đức Việt đạo diễn theo kịch bản "Bụi đường" của tác giả Vũ Ly Ly. Đây là bộ phim điện ảnh đầu tiên của Việt Nam về hiphop.

## Nội dung
hai anh em Nam và Hạnh đều phải lén lút giấu gia đình đi tập hip-hop. Cha của Nam và Hạnh tuyên bố: “Hoặc là học hành, hoặc là hip-hop. Các con chọn đi”. Vì cha, Nam đã rời nhóm và cũng muốn em gái dần rút lui để tập trung vào việc ôn thi Đại học. Để thuyết phục được người cha khó tính và theo đuổi đam mê đến cùng là một hành trình dài đầy khó khăn của cả hai anh em. Đó cũng là quá trình họ trưởng thành và sống có trách nhiệm hơn.

## Diễn viên
- Nguyễn Mỹ Hạnh / Hạnh Sino trong vai Hạnh
- Hà Lê trong vai Nam
- Nguyễn Việt Cường /Cường 5even trong vai Trung
- Nguyễn Thanh Tùng / Tùng min trong vai Khánh
- Dương Dương / Cao Thùy Dương trong vai My
- Như Quỳnh trong vai Sư Tâm
- Hồng Sơn trong vai Ông Yên
- Tùng Sói trong vai Quân
- Hoàng Thắng trong vai Chủ thuyền
- Quốc Tuấn trong vai Bác sĩ
- Đại Mý trong vai Thiếu tá Công an

## Sản xuất
Tựa đề gốc kịch bản phim Vũ điệu đam mê ban đầu là "Bụi đường tinh khôi" của tác giả Vũ Ly Ly, sau đó là được đổi thành "Bụi đường". Nguyễn Đức Việt đọc được kịch bản này vào năm 2009, khi đang thực hiện bộ phim ca nhạc dài tập Men say của Đài Phát thanh – Truyền hình Hà Nội, kịch bản này đã được cục Điện Ảnh duyệt trước đó khá lâu nhưng chưa có đạo diễn nào đứng ra nhận. Vũ điệu đam mê là phim điện ảnh thứ hai và là bộ phim thứ ba của Nguyễn Đức Việt thuộc thể loại phim âm nhạc.
Các bài nhảy trong phim đều là tác phẩm dàn dựng của những biên đạo đến từ những nhóm hip-hop Việt Nam như Halley, Secred, Việt Part. Có 7 bài nhảy được lọc ra trong rất nhiều bài nhảy, khai thác thế mạnh của từng nhóm và cũng phù hợp với từng phân đoạn phim.
Vũ điệu đam mê có 3 diễn viên chính là thủ lĩnh của các nhóm hiphop như Nguyễn Việt Cường hay Cường 5even là thành viên chủ chốt của nhóm nhảy Sacred Ent. Hà Lê, trưởng nhóm Sacred Ent kiêm biên đạo vũ điệu của phim. Cuối cùng là Nguyễn Thanh Tùng hay Tùng Min từng tham gia phim truyền hình dài tập về hiphop là Bước nhảy xì tin.
Vào thời điểm bộ phim được sản xuất các điều luật dành cho nhạc Hip-Hop tại Việt Nam vẫn chưa được thông qua nên những người trẻ yêu thích Hip-Hop thường bị xem là những kẻ lập dị.

## Phát hành
Vũ điệu đam mê được công chiếu tại các rạp từ ngày 8 tháng 10 năm 2010.
Vũ điệu đam mê cùng với Những người viết huyền thoại và Mùi cỏ cháy được chiếu trên dịch vụ phim trực tuyến Netflix từ ngày 01 tháng 12 năm 2020. Việc 3 bộ phim được phát hành trên nền tảng này lập tức gây ra một vài rắc rối về bản quyền khi Cục Điện ảnh Việt Nam không rõ đơn vị nào nằm giữ bản quyền cũng như cấp quyền phát hành các phim này cho Netflix.

## Giải thưởng
| Năm  | Giải thưởng                        | Hạng mục             | Đề cử                       | Nhận giải                  | Kết quả       | Chú thích   |
| ---- | ---------------------------------- | -------------------- | --------------------------- | -------------------------- | ------------- | ----------- |
| 2011 | Giải Cánh diều 2010                | Phim truyện điện ảnh | Nữ diễn viên phụ xuất sắc   | Thùy Dương                 | Đoạt giải     | [ 6 ] [ 7 ] |
| 2011 | Giải Cánh diều 2010                | Phim truyện điện ảnh | Quay phim xuất sắc          | Hoàng Dũng                 | Đoạt giải     | [ 6 ] [ 7 ] |
| 2011 | Giải Cánh diều 2010                | Phim truyện điện ảnh | Phim xuất sắc               | (bộ phim)                  | Cánh diều bạc | [ 6 ] [ 7 ] |
| 2011 | Liên hoan phim Việt Nam lần thứ 17 | Phim truyện điện ảnh | Phim xuất sắc               | (bộ phim)                  | Bông sen Bạc  | [ 8 ] [ 6 ] |
| 2011 | Liên hoan phim Việt Nam lần thứ 17 | Phim truyện điện ảnh | Nữ diễn viên chính xuất sắc | Nguyễn Mỹ Hạnh / Hạnh Sino | Đoạt giải     | [ 8 ] [ 6 ] |
| 2011 | Liên hoan phim Việt Nam lần thứ 17 | Phim truyện điện ảnh | Thiết kế âm thanh xuất sắc  | Bành Bắc Hải               | Đoạt giải     | [ 8 ] [ 6 ] |